# Copa de Europa de baloncesto 1958
La temporada 1958 de la Copa de Europa (la máxima competición de clubes de baloncesto de Europa) fue la temporada inaugural de la Copa de Europa y la organizó la Federación Internacional de Baloncesto (FIBA). Fue ganada por el ASK Riga ganando los dos partidos de la final contra el Akademik. Anteriormente, no habían jugado las semifinales contra el Real Madrid ya que no se le permitió viajar a la Riga soviética por las autoridades franquistas. El primer partido se llevó a cabo el 22 de febrero de 1958 en Bruselas con el campeón belga Royal IV derrotando al campeón luxemburgués Etzella Ettelbruck por 82–43. Los contribuyentes más notables al primer título del ASK Riga fueron el pívot Jānis Krūmiņš y el entrenador Alexander Gomelsky.

## Ronda preliminar

### Grupo A (Nordeste de Europa)
| Equipo    | Resultado | Equipo              | Ida   | Vuelta |
| --------- | --------- | ------------------- | ----- | ------ |
| ASK Riga  | 176–112   | Wissenschaft Berlin | 85–56 | 91–56  |
| Pantterit | 131–133   | Legia Warsaw        | 64–62 | 67–71  |

### Grupo B (Europa Central)

#### Ronda preliminar
| Equipo            | Resultado | Equipo               | Ida    | Vuelta |
| ----------------- | --------- | -------------------- | ------ | ------ |
| Jonction          | 54–84*    | Slovan Orbis Prague  | 54–84  |        |
| Union Babenberg   | 98–191    | Honvéd               | 55–83  | 43–108 |
| Simmenthal Milano | 205–89    | The Wolves Amsterdam | 115–47 | 90–42  |

*La serie se decidió a un partido en Suiza.

#### Torneo clasificatorio
Los tres equipos clasificados en la ronda preliminar jugaron entre ellos en un torneo en Milán para determinar los dos equipos que se clasificarían para los cuartos de final.
|    | Equipo              | PJ | PG | PP | PF  | PC  | +/- | Pts | Clasificación                  |
| -- | ------------------- | -- | -- | -- | --- | --- | --- | --- | ------------------------------ |
| 1. | Simmenthal Milano   | 2  | 2  | 0  | 145 | 119 | +26 | 4   | Avanzan a los cuartos de final |
| 2. | Honvéd              | 2  | 1  | 1  | 133 | 132 | +1  | 3   | Avanzan a los cuartos de final |
| 3. | Slovan Orbis Prague | 2  | 0  | 2  | 99  | 126 | -27 | 2   | Eliminado                      |

| Equipo              | Resultado | Equipo              |
| ------------------- | --------- | ------------------- |
| Simmenthal Milano   | 65–47     | Slovan Orbis Prague |
| Slovan Orbis Prague | 52–61     | Honvéd              |
| Simmenthal Milano   | 80–72     | Honvéd              |

### Grupo C (Sudeste de Europa)

#### Primera ronda
| Equipo                 | Resultado | Equipo       | Ida | Vuelta |
| ---------------------- | --------- | ------------ | --- | ------ |
| Jeunesse Sportivo Alep | –*        | Union Beirut | –   | –      |

*El Union Beirut se retiró.

#### Segunda ronda
| Equipo      | Resultado | Equipo                 | Ida   | Vuelta |
| ----------- | --------- | ---------------------- | ----- | ------ |
| Panellinios | 132–138   | Steaua Bucureşti       | 60–63 | 72–75  |
| Fenerbahçe  | 112–160   | AŠK Olimpija           | 67–74 | 45–86  |
| Akademik    | 157–101   | Jeunesse Sportivo Alep | 84–58 | 73–43  |

#### Ronda final
| Equipo           | Resultado | Equipo           | Ida   | Vuelta |
| ---------------- | --------- | ---------------- | ----- | ------ |
| Akademik         | 161–144   | AŠK Olimpija     | 81–80 | 80–64  |
| Steaua Bucureşti | 147–126   | Maccabi Tel Aviv | 84–65 | 63–61  |

### Grupo D (Suroeste de Europa)

#### Ronda preliminar
| Equipo   | Resultado | Equipo             | Ida   | Vuelta |
| -------- | --------- | ------------------ | ----- | ------ |
| Royal IV | 145–79    | Etzella Ettelbruck | 82–43 | 63–36  |

#### Ronda final
| Equipo      | Resultado | Equipo      | Ida   | Vuelta |
| ----------- | --------- | ----------- | ----- | ------ |
| Royal IV    | 174–127   | ASVEL       | 81–51 | 93–76  |
| Barreirense | 90–154    | Real Madrid | 51–68 | 40–86  |

## Cuartos de final
| Equipo            | Resultado | Equipo       | Ida    | Vuelta |
| ----------------- | --------- | ------------ | ------ | ------ |
| Steaua Bucureşti  | 142–150   | Akademik     | 64–73  | 78–77  |
| Simmenthal Milano | 165–167   | Honvéd       | 80–72* | 85–95  |
| Real Madrid       | 121–116   | Royal IV     | 78–59  | 43–57  |
| ASK Riga          | 154–122   | Legia Warsaw | 93–59  | 61–63  |

*El resultado del partido entre los dos clubes en la primera ronda del torneo fue usado para el resultado de la ida.

## Semifinales
| Equipo   | Resultado | Equipo      | Ida   | Vuelta |
| -------- | --------- | ----------- | ----- | ------ |
| Honvéd   | 151–165   | Akademik    | 87–89 | 64–76  |
| ASK Riga | –*        | Real Madrid |       |        |

*Real Madrid eliminado al no viajar a la Unión Soviética.

## Final
| Equipo   | Resultado | Equipo   | Ida   | Vuelta |
| -------- | --------- | -------- | ----- | ------ |
| ASK Riga | 170–152   | Akademik | 86–81 | 84–71  |

| Campeones de la Copa de Europa 1958 |
| ----------------------------------- |
| ASK Riga Primer título              |